# Ameridion schmidti
Ameridion schmidti là một loài nhện trong họ Theridiidae.
Loài này thuộc chi Ameridion. Ameridion schmidti được Herbert Walter Levi miêu tả năm 1959.